# Henry Cockburn
Henry Cockburn (Ashton-under-Lyne, 14 de setembro de 1921 - 2 de fevereiro de 2004) foi um futebolista inglês, que atuava como defensor.

## Carreira
Henry Cockburn fez parte do elenco da Seleção Inglesa de Futebol que disputou a Copa do Mundo de 1950 no Brasil.

## Ligações Externas
- Perfil em FIFA.com (em inglês)